# Капрадосси, Элио
Элио Капрадосси (итал. Elio Capradossi) родился 11 марта 1996 года, Кампала, Уганда) — профессиональный футболист, защитник клуба «Читтаделла». Имеет гражданство Уганды и Италии.

## Клубная карьера
Капрадосси — воспитанник футбольного клуба «Рома». Он выиграл чемпионат Италии (до 19 лет) сезона 2015/16 в статусе капитана команды. Летом 2016 года он присоединился к клубу Серии B «Бари» на правах аренды. 24 сентября дебютировал, появившись на поле в стартовом составе в игре с «Беневенто» на Сан-Никола. В январе 2018 года, спустя полтора года, он вернулся в «Рому». 6 мая 2018 года он впервые появился на поле в стартовом составе «Ромы» в матче с «Кальяри».
20 июля 2018 года Капрадосси подписал контракт с клубом «Специя» на правах аренды сроком на один сезон. После завершения срока аренды он был выкуплен «Специей» в августе 2019 года, заключив четырехлетний контракт. В июле 2020 футболист получил серьезную травму крестообразных связок и выбыл из игры на несколько месяцев. 23 мая 2021 года появление в матче «Специя» ― «Рома» ознаменовало его возвращение в Серию А.
1 сентября 2022 года Капрадосси присоединился к футбольному клубу «Кальяри», подписав контракт на два года.
2 февраля 2024 года стало известно, что Капрадосси стал игроком «Лекко» из Серии B. Доиграв сезон, футболист покинул команду.
В конце ноября 2024 года Капрадосси стал игроком клуба «Читтаделла».